# Escolca
Escolca (en sardo: Iscroca) es un municipio de Italia de 692 habitantes en la provincia de Cerdeña del Sur, región de Cerdeña. Está situado a 50 km al norte de Cagliari, en el centro de la subregión del Sarcidano.
El municipio se ubica en un amplio valle, y se divide en cuatro aldeas. Entre las evidencias de poblamiento antiguo se encuentra el nuraga "Mogorus", la más antigua del territorio, en óptimo estado de conservación. La actividad económica predominante es la agricultura.

## Evolución demográfica
| Gráfica de evolución demográfica de Escolca entre 1861 y 2001 |
|                                                               |
| Fuente ISTAT - Elaboración gráfica de Wikipedia               |